# Pohřební průvodci
Pohřební průvodci je název pohřební agentury, která se zabývá alternativní pohřební službou.

## O společnosti
Agenturu Pohřební průvodci založil v roce 2019 Oleg Vojtíšek. Původně agentura používala název Funeral Clowns.
Agentura organizuje vše od přípravy na smrt někoho z blízkých, přes veškeré pohřební služby (kremace, převoz rakve, vytvoření parte, zajištění květin, vyřízení administrativních záležitostí) až po pomoc s truchlením.
Zvláštní důraz je kladen na pohřební obřad, aby pozůstalým pomohl se vyrovnat se ztrátou blízké osoby. Agentura se specializuje na obřady venku (např. u vody, na louce, v lese apod.). Pořádány jsou i virtuální pohřby nebo online rozloučení pro hráče přímo ve hře.
Majitel firmy Oleg Vojtíšek se snaží téma smrti detabuizovat a díky inspiraci v zahraničí přichází s novými možnostmi pohřebnictví. Alternativní způsob rozloučení volí místo klasického obřadu v krematoriu stále více Čechů. Dobrý smuteční obřad může pozůstalým pomoci se se smrtí blízké osoby vyrovnat a dodat naději.